# Kościół Marii Panny w Legnicy

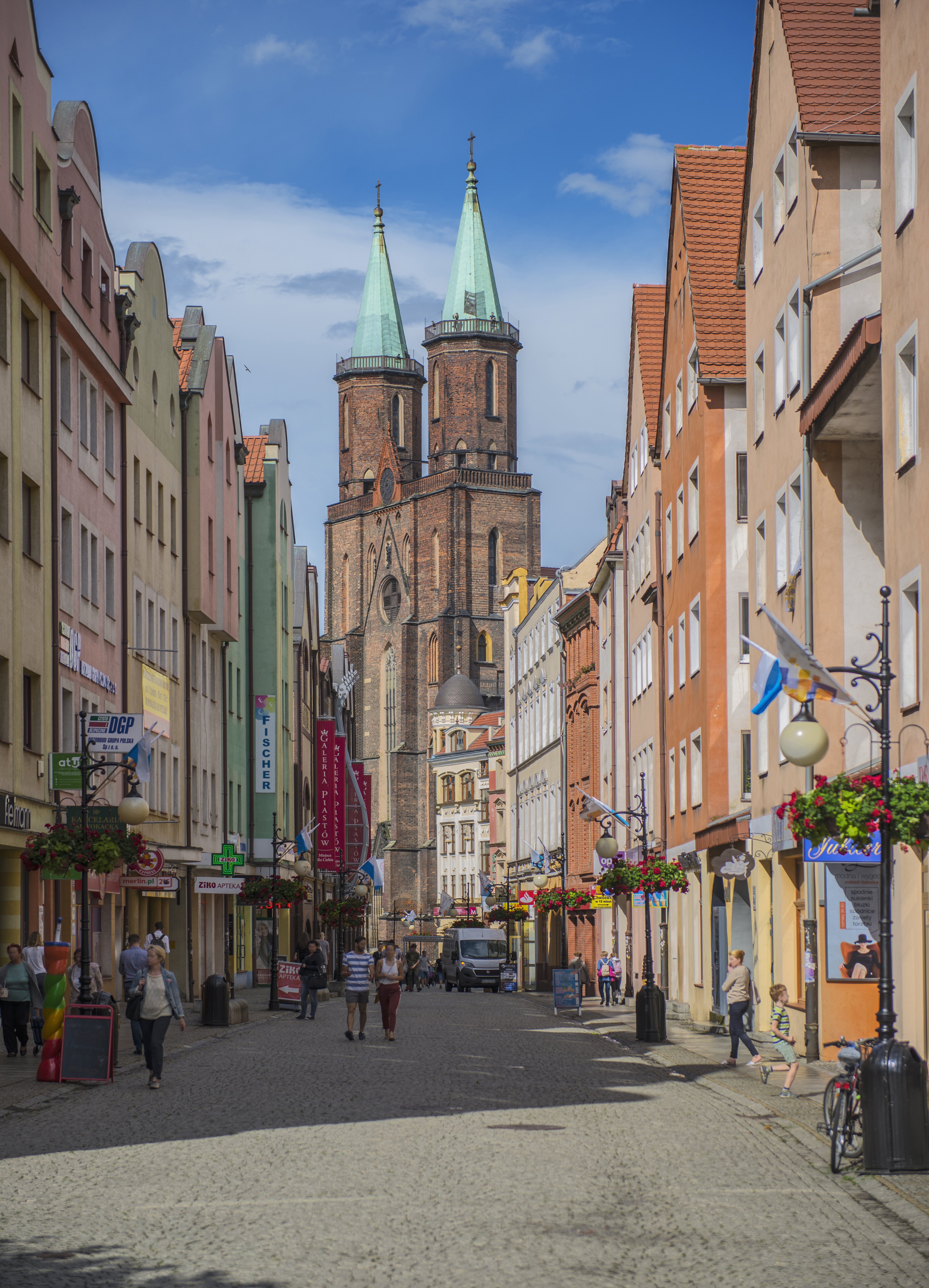
Fasada zachodnia

Ewangelicki kościół Marii Panny (niem. Liebfrauenkirche, Kirche zu Unser Lieben Frauen) w Legnicy jest jednym z najstarszych kościołów na Śląsku. Początki jego budowy sięgają XII wieku. Jest on również nazywany kościołem Mariackim (niem. Marienkirche), lub Niskim (niem. Niederkirche) ze względu na położenie w dolnej części miasta.

## Historia
Początki kościoła zdaniem historyków niemieckich sięgają drugiej połowy XII wieku, kiedy to Bolesław Wysoki wybudował prawdopodobnie jednonawowy drewniany kościół. W roku 1192 na miejscu poprzedniego został wybudowany kościół z kamienia (łupanego piaskowca), o czym wspominają dokumenty klasztoru lubiąskiego z 1195 roku. W tej świątyni modliła się Jadwiga Śląska. 9 kwietnia 1241 roku, według kronikarza Jana Długosza, Henryk Pobożny modlił się w legnickim kościele Mariackim przed wyruszeniem na bitwę znaną w historii jako bitwa pod Legnicą.
W wyniku pożaru, który miał miejsce 25 maja 1338 roku kościół uległ całkowitemu spaleniu. W latach 1362–1386 kościół odbudowano i przekształcono w trójnawową bazylikę. Około 1417 roku wybudowano podwójną kaplicę ufundowaną przez cech sukienników. W latach 1450–1468 została rozbudowana bryła kościoła przez proboszcza i kanonika Martina Cromera poprzez dobudowanie chóru. Za panowania Fryderyka I Legnickiego podniesiono południową wieżę, do której dobudowano ośmioboczne zwieńczenie z balustradą oraz hełmem. Odtąd kościół miał dwie wieże o różnej wysokości i kształcie.

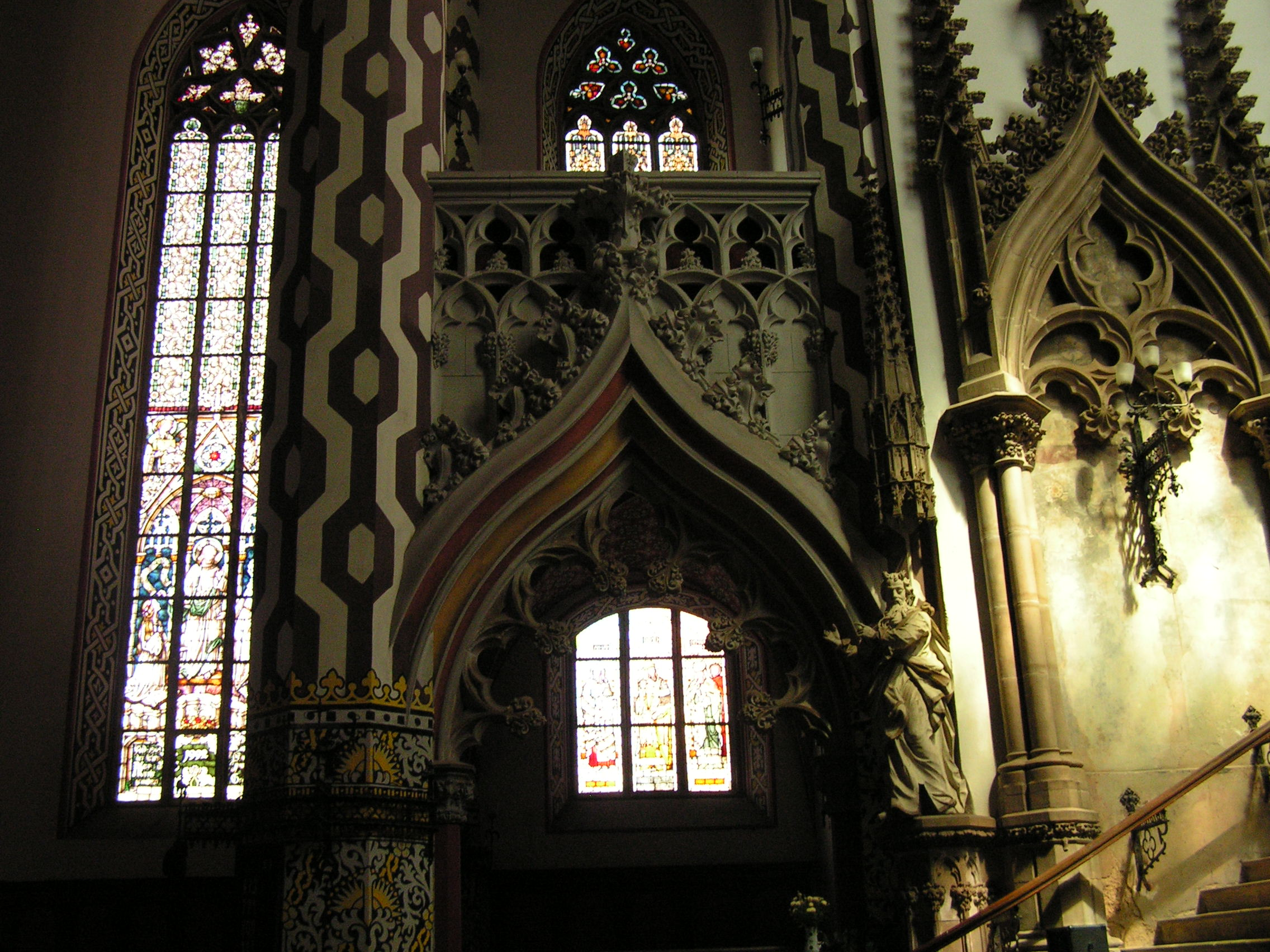
Loża książęca oraz rzeźba barokowa z 1771 roku przedstawiająca Mojżesza

W czasie wojen napoleońskich w 1813 roku wojska francuskie urządziły w kościele szpital, co spowodowało duże zniszczenie wnętrza kościoła. Po odnowieniu kościół ponownie poświęcono w 1815 roku.
11 marca 1822 kościół spłonął w wyniku uderzenia pioruna. W latach 1824–1829 został odbudowany. W tym okresie przekształcono go ponownie w budynek halowy ze sklepieniem krzyżowo-żebrowym na gurtach, zbudowano empory boczne, a także z zachodniej strony dwie nowe wieże o jednakowej wysokości.
29 sierpnia 1890 roku kościół odwiedził i opisał Stanisław Wyspiański.
W styczniu 1905 roku przystąpiono do przebudowy kościoła według planu Oskara Hossefelda, a pracami kierował Hubert Kratz. Od tej pory nabożeństwa dla wiernych tej parafii odbywały się w innym ewangelickim kościele – kościele Piotra i Pawła. W tym czasie wybudowano trójprzęsłową zakrystię, nadbudowano mury, we wnętrzu wzniesiono lożę książęcą i emporę organową. Podczas prac remontowych zostały zlikwidowane wewnętrzne empory boczne oraz wykonane nowe witraże. Wnętrze kościoła pomalowano w jasnym kolorze, a filary w geometryczne wzory „mauretańskie”, które wykonał prof. August Oetken z Berlina. Rozległe roboty objęły także wieże, dach oraz południowe dobudowane kaplice.
W 1905 roku firma Rudolfa Otto Mayera z Berlina zamontowała w kościele 17 000 mb centralnego ogrzewania. Kościół został też jako jedyny w Legnicy wyposażony w oświetlenie gazowe.
Prace ukończono tak szybko, że już 31 maja 1906 r. mogła mieć miejsce uroczystość poświęcenia kościoła, a w roku 1908 zamontowano ostatnie ławki i witraże. 9 czerwca 1908 r. kościół Marii Panny został ponownie przekazany do użytku parafii ewangelickiej w obecności cesarza Wilhelma II. Jest to jedyny kościół w Legnicy, który od czasów Reformacji nieprzerwanie służy wierze ewangelickiej.
W 2007 roku w kościele Mariackim kręcono sceny do filmu w reżyserii Waldemara Krzystka Mała Moskwa.

### Okres katolicki
W roku 1203 wymienia się po raz pierwszy proboszcza tego kościoła. Jednym z proboszczów i kanoników był Martin Cromer, który nadzorował przebudowę kościoła w latach 1450–1468. Następcą jego był proboszcz Johann Lamprecht.

### Okres ewangelicki
Duży wpływ na szerzenie Reformacji na terenie Śląska wywarł Kaspar Schwenkfeld, który przebywał na dworach książęcych, a do 1523 roku był radcą dworu Fryderyka II Legnickiego. Jego wpływ sprawił, że już w 1524 roku książę ogłosił luteranizm jako religię państwową. Za namową reformatora z Wrocławia Jana Hessa, już w 1522 roku sprowadził do Legnicy duchownego ewangelickiego Fabiana Eckela, który w dniu 8 czerwca tegoż roku, w święto Zesłania Ducha Świętego odprawił w kościele Mariackim pierwsze nabożeństwo według liturgii ewangelickiej. Od tego momentu świątynia ta służy Kościołowi Ewangelickiemu. W kościołach księstwa legnicko-brzeskiego przechodzenie na ewangelicyzm następowało łagodnie, a to za sprawą księcia Piasta Fryderyka II Legnickiego. Spośród innych duchownych należy wspomnieć Leonahrda Krentzheima (1532-1598), który pracował w kościele w latach 1553–1571, Simona Gruneusa (1564-1628) oraz pastora Gottfrieda Dewerdecka (1675-1726).
Dzieje Legnicy od czasów Reformacji są związane z ewangelicyzmem, którego oddziaływanie kształtowało historię tego miasta przez ponad 400 lat. Najtrudniejszy okres przeżyli ewangelicy legniccy po drugiej wojnie światowej. Dzisiaj ewangelicy korzystają z największego kościoła legnickiego, kościoła Marii Panny, w którym, jako w pierwszym, odprawiono Wieczerzę Pańską pod dwiema postaciami. Po II wojnie światowej pierwsze polskie nabożeństwo ewangelickie odprawił 27 października 1946 roku ks. Karol Jadwiszczok (1905-1988). Długoletnim duszpasterzem parafii w Legnicy w okresie powojennym był ks. Jan Zajączkowski poświęcający wiele czasu i energii ewangelikom z terenu Dolnego Śląska. Od 1991 roku parafia obsługiwana była przez duszpasterza Parafii jaworskiej – ks. Romana Kluza. Od lipca 1997 roku do 31 stycznia 2005 roku duszpasterzem legnickiej Parafii Ewangelicko-Augsburskiej był ks. Cezary Królewicz. Następnie przez ponad rok Parafią administrował ks. bp Ryszard Bogusz, zwierzchnik Diecezji Wrocławskiej Kościoła Ewangelicko-Augsburskiego w RP. W połowie 2006 roku funkcję proboszcza objął ks. Dariusz Madzia, którą sprawował do końca lipca 2010 roku. Od tamtego czasu ponownie administratorem Parafii jest ks. bp Ryszard Bogusz.
Ostatnim niemieckim pastorem był Wolfgang Meißler (zmarł 20 grudnia 2006 roku), który w 1962 roku został wydalony z Polski i zamieszkał w Hamburgu. Został pastorem w kościele Christophoruskirche w Altonie. Razem z byłymi mieszkańcami Legnicy, którzy corocznie przyjeżdżają do kościoła Mariackiego w pierwszą niedzielę października z okazji Dziękczynnego Święta Żniw, aby obchodzić złotą lub diamentową rocznicę swojej konfirmacji, założył fundację „Schlesienhilfe PWM”, aby wspierać kościół Mariacki. Po jego śmierci fundacja krótki czas jeszcze działała, po czym została rozwiązana.
Obecnie w kościele odbywają się w każdą 1 i 3 niedzielę miesiąca również nabożeństwa w języku niemieckim.

## Architektura
Kościół wzniesiony jest z cegły, a jego cokół i wzmocnienia węgłów pomieszczeń, mieszczących dawną zakrystię i Kaplicę Sukienników z piaskowca.
Kościół Marii Panny jest budowlą halową, trójnawową wzniesioną na planie wydłużonego prostokąta z dwoma wieżami od strony zachodniej. Od strony wschodniej nad ulicą znajduje się arkadowe sklepienie, ponad którym znajduje się kwadratowe prezbiterium, które kiedyś stykało się z plebanią. Takie rozwiązanie architektoniczne zostało podyktowane tym, że uliczka ta była niezbędna do obrony murów miejskich.
Podstawa wież jest kwadratowa, a w górnej części ośmioboczna. Obie wieże przykryte są szpiczastymi hełmami w kształcie ostrosłupów o podstawie ośmioboków.
W ściany kościoła wmurowanych zostało kilka renesansowych i barokowych piaskowcowych epitafiów.
Długość kościoła wynosi 50,50 m, w tym prezbiterium 10,20 m, szerokość 20 m, wysokość wież 62 m.

## Wnętrze kościoła i wyposażenie

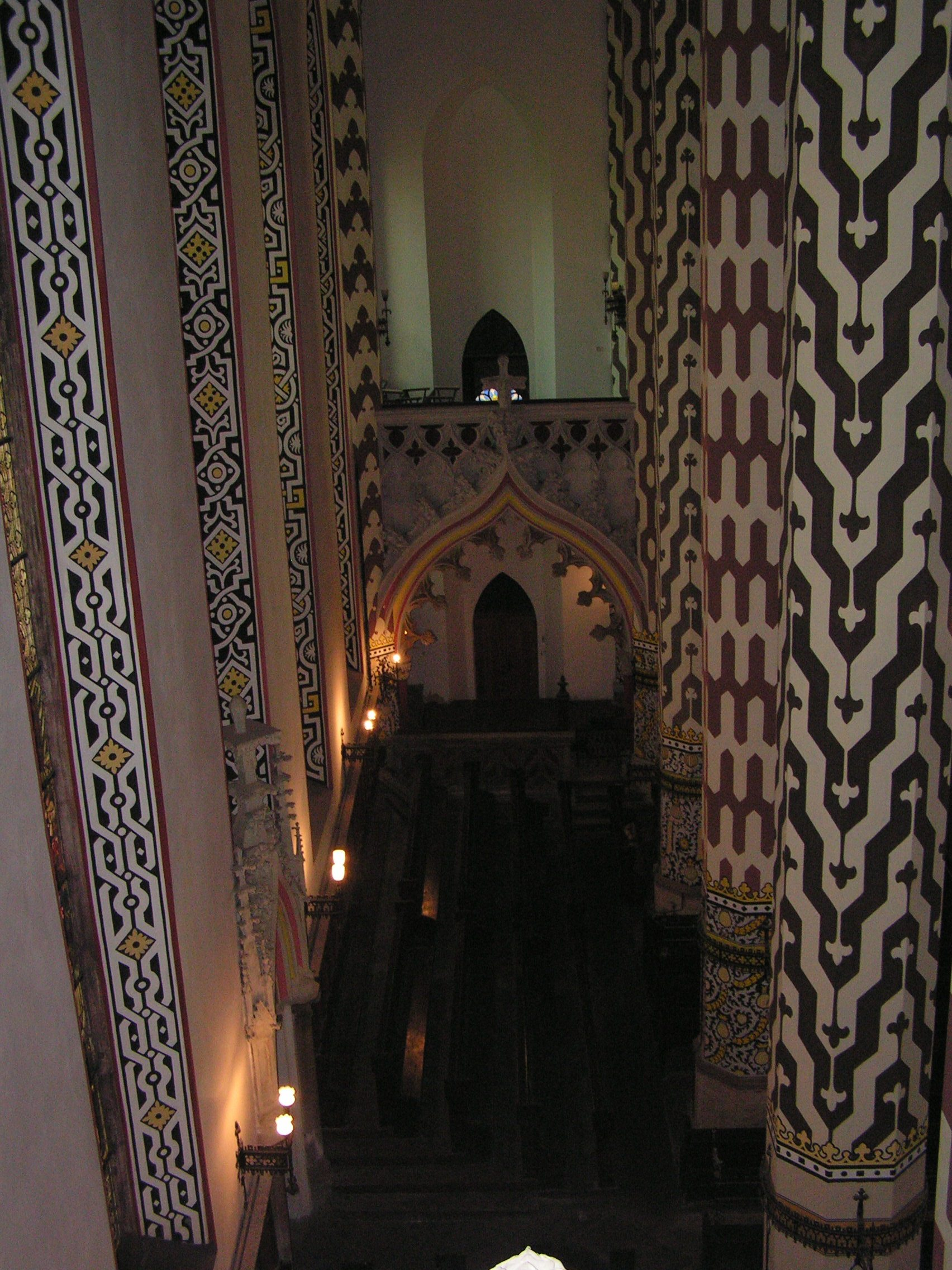
Nawa boczna. Filary pomalowane we wzory „mauretańskie”

Wnętrze kościoła składa się z trzech naw o szerokości: nawa główna- 8,45 m, południowa- 4,60 m, północna- 4,8 m. Podział na nawy wyznaczają gładkie filary, o przekroju regularnych ośmioboków o średnicy 1,30 m i wysokości 22,4 m, wsparte na wysokich cokołach, ustawione w nieregularnych odstępach od siebie. Sześć filarów z każdej strony wyznacza siedem przęseł.
Na filarach nawy głównej przymocowane są do żelaznej ażurowej taśmy, obiegającej filar, kinkiety dwu świecowe.
Wnętrze nawy głównej nakryte jest sklepieniem krzyżowo-żebrowym na gurtach, wyrastających bezpośrednio z gładkich filarów i opadających na wsporniki umocowane na ścianach naw. Ze sklepienia zwisają dwa 16-ramienne świeczniki. Jeden pochodzi z 1621 roku, a drugi z 1622 roku i został ufundowany przez Samuela Kirchnera.
W nawach bocznych znajdują się dwie tablice nagrobne jedna poświęcona Hansowi von Romnitz, zarządcy dóbr kapituły św. Krzyża zmarłego w 1608 roku, druga rycerzowi Rotkirchowi zmarłemu w 1612 roku. W ścianę południową nawy bocznej zaadaptowano tablicę dziękczynną z nazwiskami około 800 parafian poległych w wojnach w XIX i XX w.
Wnętrze kościoła otynkowano i pomalowano w jasnym kolorze, kolumny pokrywają geometryczne wzory o stylizacji „mauretańskiej”.

### Prezbiterium i ołtarz
Prezbiterium ma kształt zbliżony do kwadratu i prowadzi do niego 14 schodów. Obie dłuższe ściany wypełnia maswerkowa dekoracja architektoniczna w formie arkad. W przestrzeniach między arkadami widoczna jest polichromia ścienna: krzyż opleciony cierniową koroną oraz zgeometryzowane pąki kwiatów, prawdopodobnie tzw. róża Lutra.
Nowy ołtarz w stylu neogotyckim powstał w 1906 roku z terakoty, a jego wysokość wynosi około 7 metrów. Środkową część ołtarza zajmuje olejny obraz namalowany w 1770 roku „Pokłon pasterzy”. Po jego prawej stronie znajdują się dwa obrazy umieszczone jeden nad drugim i przedstawiają apostołów Piotra i Bartłomieja. Podobnie po lewej stronie przedstawiony jest apostoł Jan i apostoł Andrzej. Płaskorzeźba ołtarza głównego powstała ok. 1906 roku i wykonana została w stylu neomanieryzmu bądź neobaroku.

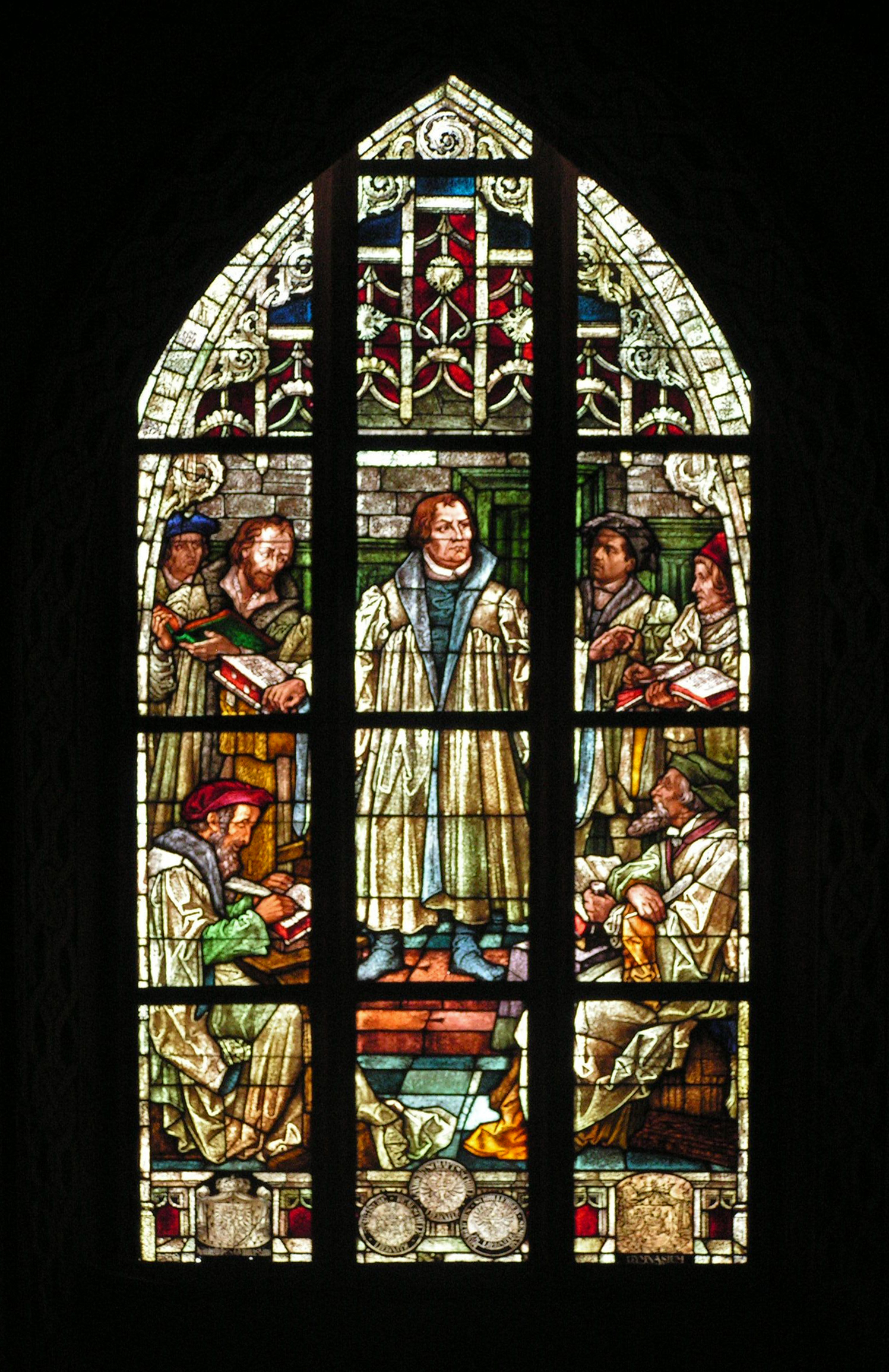
Dysputa nad tłumaczeniem Pisma Świętego

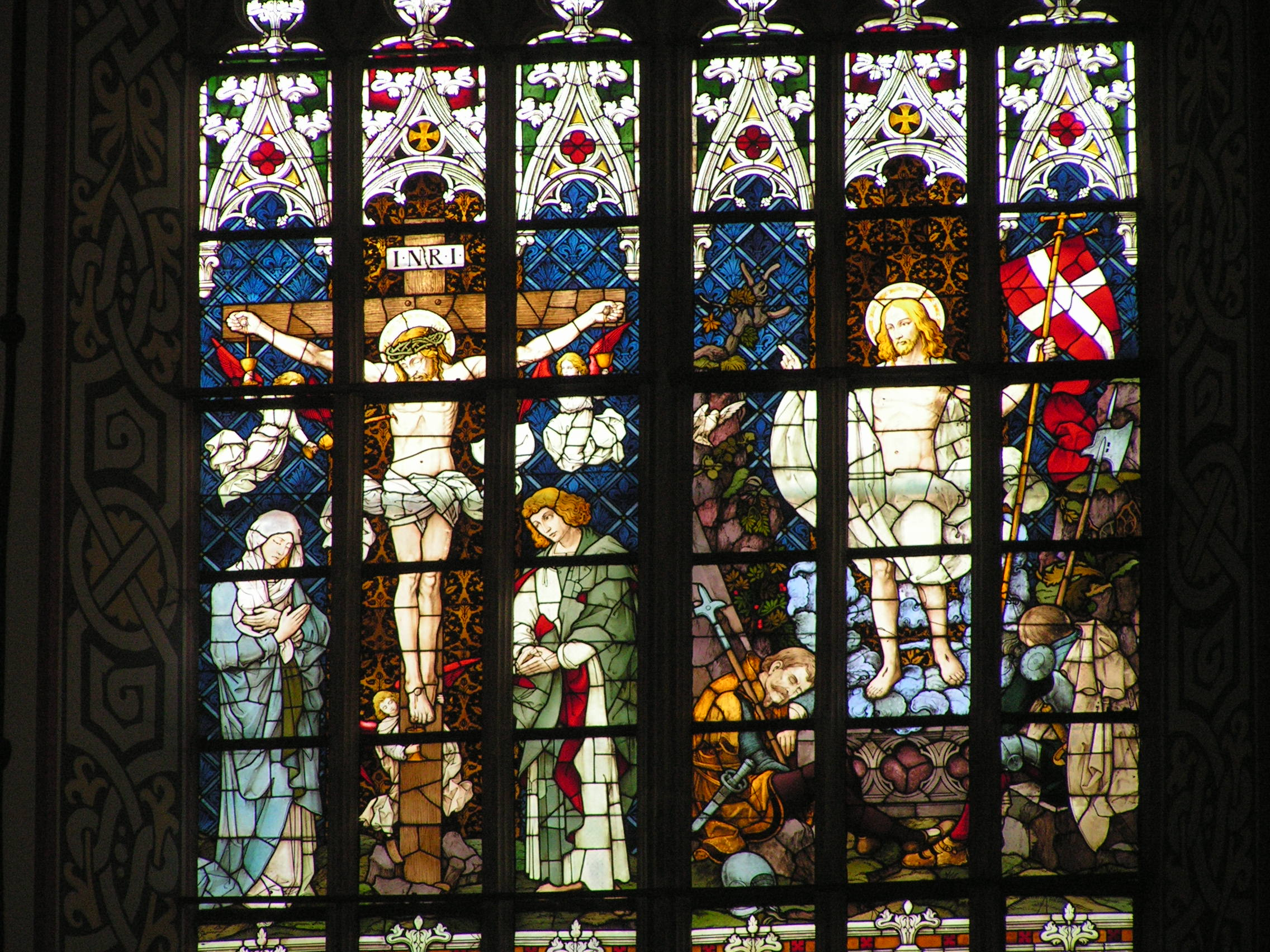
Witraż ołtarzowy:Ukrzyżowanie i Zmartwychwstanie Chrystusa

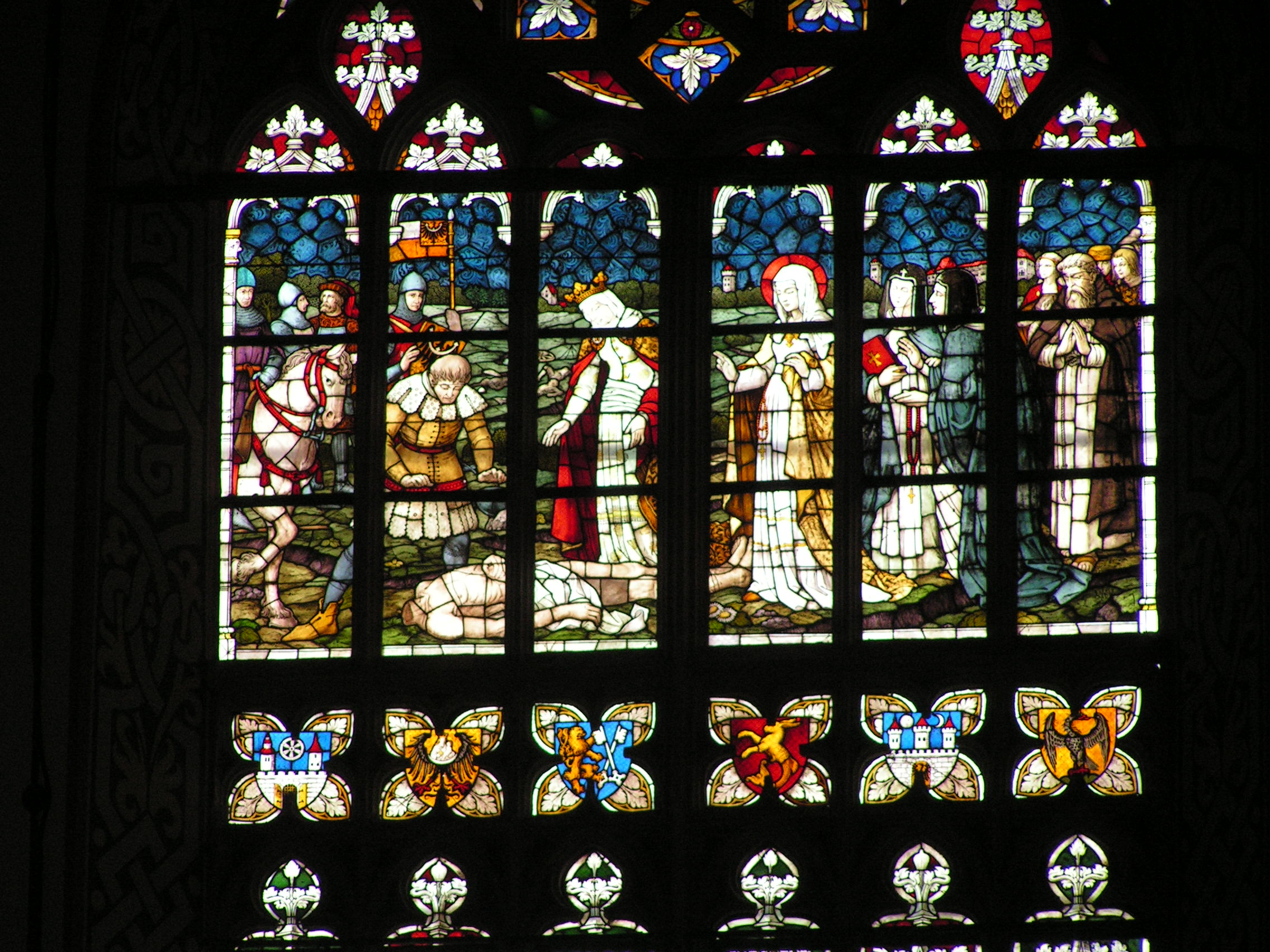
Witraż ołtarzowy:Odnalezienie ciała księcia Henryka Pobożnego

### Witraże
Wielkie okna kościoła Marii Panny ozdobiono w latach 1902–1908 witrażami, które wykonali najznakomitsi artyści niemieccy. Z inicjatywy pastora Wolfganga Meißlera odnowiono je w latach 1992–1993. Renowacji dokonał Zbigniew Brzeziński wraz z ojcem. Łączna powierzchnia witraży wynosi aż 300 m².
W nawach bocznych znajduje się 14 witraży, które przedstawiają osoby i zdarzenia z historii religii i Kościoła, oraz z historii Reformacji, Śląska i miasta Legnicy.
1. Nawrócenie apostoła Pawła. Pochodzi z warsztatu B. Francke z Naumburga (Nowogrodziec).
2. Doktor Marcin Luter palący bullę papieża Leona X. Pochodzi z pracowni Ferdynanda Müllera z Quedlinburga.
3. Chrzest Jezusa.
4. Jezus błogosławiący dzieci.
5. Witraż z herbami cechów i gmin wiejskich.
6. Ukrzyżowanie i Zmartwychwstanie Pana Jezusa i odnalezienie ciała Henryka Pobożnego-ufundowany przez cesarza Wilhelma II. Witraż jest dziełem mistrza z Monachium Karla de Bouché.
7. Herby książąt i panów, którzy odegrali w dziejach Piastów znaczącą rolę.
8. Pieśniarze Starego Testamentu. Dzieło profesora Augusta Oetkena.
9. Niewiasty w służbie Jezusa – Maria i Marta. Autor prof. Fritz Geiges Freiburg/Br. 1905.
10. Apostołowie Piotr i Paweł.
11. Chrześcijańska misja w tej części Śląska. Dzieło profesora Augusta Oetkena.
12. Książę Henryk Pobożny z rycerzami polskimi i niemieckimi w kościele Mariackim przed bitwą w 1241 roku z Mongołami na Legnickim Polu. Witraż zaprojektowali Otto i Rudolf Linnemann z Frankfurtu nad Menem.
13. Wprowadzenie w Legnicy Komunii Świętej pod dwiema postaciami. Witraż wykonali Otto i Rudolf Linnemann z Frankfurtu nad Menem.
14. Dysputa nad tłumaczeniem Pisma Świętego. Witraż wykonany przez braci Otto i Rudolf Linnemann z Frankfurtu nad Menem.

Autorem 14 rozet witrażowych nad oknami jest również prof. August Oetken z Berlina.

### Empora organowa i organy

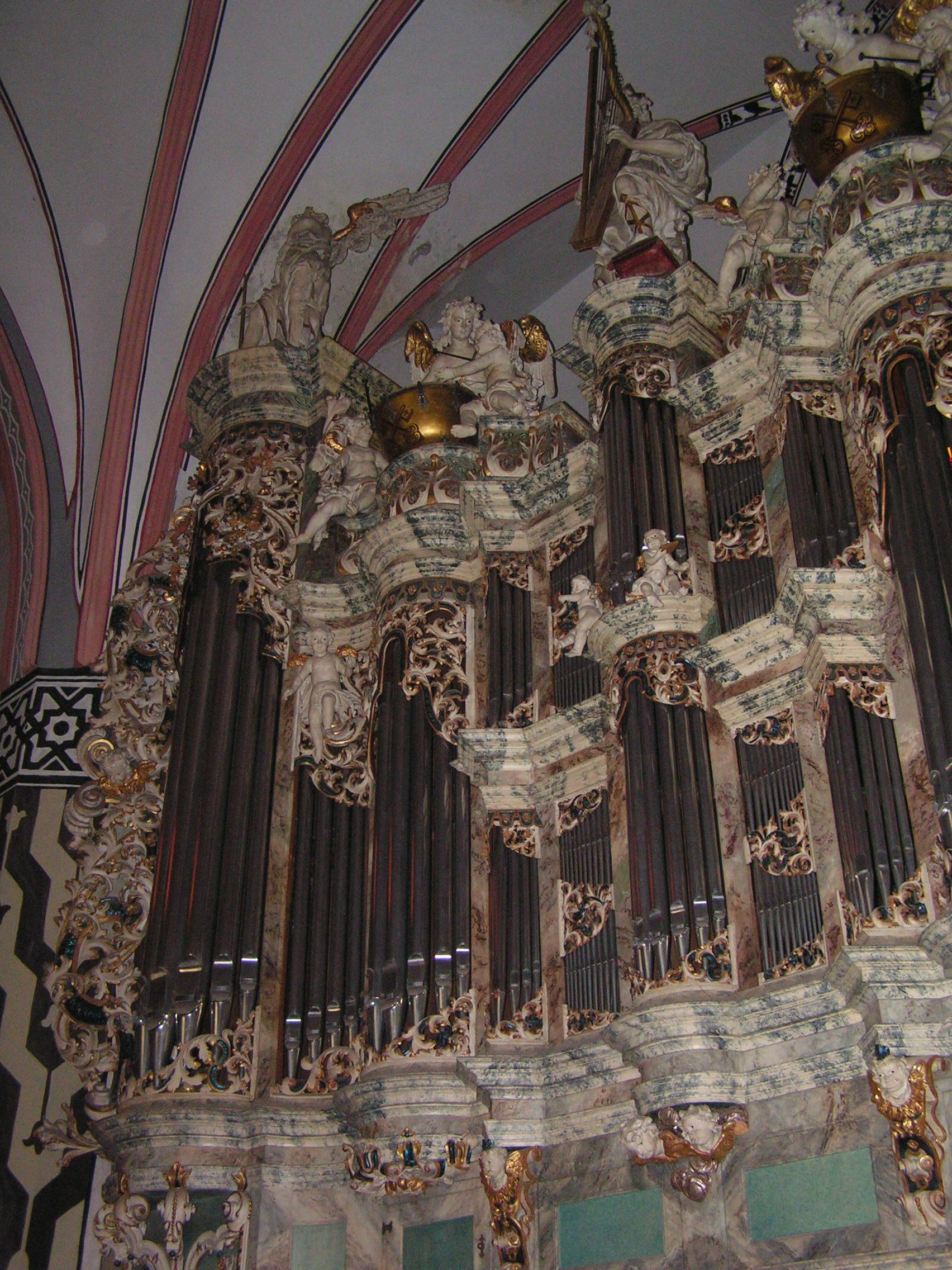
Organy w kościele Mariackim w Legnicy

Od ołtarza rozciąga się wspaniały widok na emporę organową i organy. Na zaokrąglonych gzymsach szafy piszczałkowej sekcji głównej i wieżyczek basowych prospektu umieszczone są putta i anioły trzymające kartki kancjonałów i grające na instrumentach. W centrum znajduje się figura biblijnego króla Dawida grającego na harfie.
Pierwsza wzmianka o korzystaniu z organów w kościele Mariackim pochodzi z roku 1414. W roku 1438 zbudowano nowy instrument ufundowany przez burmistrza z Chojnowa. Instrument ten służył do 1500 roku, w którym to powstały nowe, prawdopodobnie większe organy usytuowane w prezbiterium. W 100 lat później, wzniesiony został w zachodniej części nawy głównej nowy chór muzyczny, i tam znalazły się wyremontowane i nieco przebudowane organy z prezbiterium. Przebudowywane i ulepszane jeszcze trzykrotnie, przetrwały do roku 1735. W 1735 roku podjęto decyzję o budowie nowego instrumentu i zlecono to zadanie wybitnemu organmistrzowi Michaelowi Röderowi. Instrument posiadał 35-głosów i wzbogacony był o typowe dla sztuki baroku rozwiązania jak np. wirująca gwiazda, dzwonki oraz urządzenia poruszające aniołami grającymi na kotłach.
Pierwsza większa przebudowa organów miała miejsce w 1828 roku. Jej celem była zmiana charakteru brzmienia na homofoniczne.
Gruntownej przebudowy instrumentu dokonał w roku 1914 Friedrich Weigle. Praktycznie powstał nowy instrument w zabytkowej obudowie. Organy Weigla posiadały dyspozycję typowo romantyczną. Oprócz Celesty [61 tonów] o stopażu 4' posiadały także Harmoniumwerk (ppp) – obsługiwany przez III manuał oraz 5 rejestrów wysokociśnieniowych (fff). Stąd nazwa „Parabrahm-Orgel”, którą określano mariackie organy. To sprawiło, że osiągały one brzmienie zbliżone do orkiestry symfonicznej. W roku 1928, podczas remontu organów firma Weigle’a przywróciła w III manuale barokowy zestaw głosów.
Kolejny remont organów o 3 239 piszczałkach, 54 registrach i trzech manuałach miał miejsce w latach 1974–1977 i został przeprowadzony przez firmę Dymitra Szczerbaniaka z Łodzi. Ostatni remont przeprowadziła firma Hammer z Hemmingen koło Hanoweru. Szczęśliwie zachowało się 5 głosów z 1735 roku i są to Principal 8' Cis-h², Octave 4' Cis-h², Gemshorn 8' D-cis 4 w pierwszym manuale, a w drugim Octave 4' D-dis², Gemshorn 4' D-ds³. Po ostatniej renowacji III manuał pozostał cichy, a jego miejsce mają w przyszłości zająć 4 zrekonstruowane rejestry wysokociśnieniowe. Aktualnie organy posiadają 46 głosów (w tym 2 głosy transmitowane).
Na instrumencie grali m.in. Stanisław Moryto i Karol Gołębiowski.
Dyspozycja instrumentu:
| Manuał I                    | Manuał II             | Manuał III          | Pedał               |
| Hauptwerk                   | Schwellwerk           | Barockwerk          |                     |
| --------------------------- | --------------------- | ------------------- | ------------------- |
| 1. Principal 16' (prospekt) | 1. Quintatön 16'      | 1. Gedackt 8'       | 1. Principalbaß 32' |
| 2. Bourdon 16'              | 2. Geigenprincipal 8' | 2. Praestant 4'     | 2. Contrabaß 16'    |
| 3. Principal 8'             | 3. Concertflöte 8'    | 3. Gedacktpommer 4' | 3. Principalbaß 16' |
| 4. Gamba 8'                 | 4. Viola 8'           | 4. Schwiegel 2'     | 4. Violonbaß 16'    |
| 5. Gedackt 8'               | 5. Nachthorn 8'       | 5. Sifflöte 1'      | 5. Subbaß 16'       |
| 6. Gemshorn 8'              | 6. Salicional 8'      | 6. Quinte 1 1/3'    | 6. Zartbaß 16'      |
| 7. Flute octaviante 8'      | 7. Liebl. Gedackt 8'  | 7. Zimbel 2fach     | 7. Quintbaß 10 2/3' |
| 8. Dulciana 8'              | 8. Aeoline 8'         | 8. Regal 16'        | 8. Oktavbaß 8'      |
| 9. Oktave 4'                | 9. Voix céleste 8'    |                     | 9. Baßflöte 8'      |
| 10. Fugara 4'               | 10. Oktave 4'         |                     | 10. Cello 8'        |
| 11. Rohrflöte 4'            | 11. Gemshorn 4'       |                     | 11. Choralbaß 4     |
| 12. Quinte 2 2/3'           | 12. Traversflöte 4'   |                     | 12. Posaune 16'     |
| 13. Oktave 2'               | 13. Terz 3 1/5'       |                     |                     |
| 14. Cornettino 3fach        | 14. Piccolo 2'        |                     |                     |
| 15. Mixtur 5fach            | 15. Mixtur 3-4fach    |                     |                     |
| 16. Trompete 8'             | 16. Clarinette 8'     |                     |                     |
| 17. Clarine 4'              | 17. Labial Oboe 8'    |                     |                     |
|                             | Celesta Forte 4'      |                     |                     |
|                             | Celesta Piano 4'      |                     |                     |

### Ambona

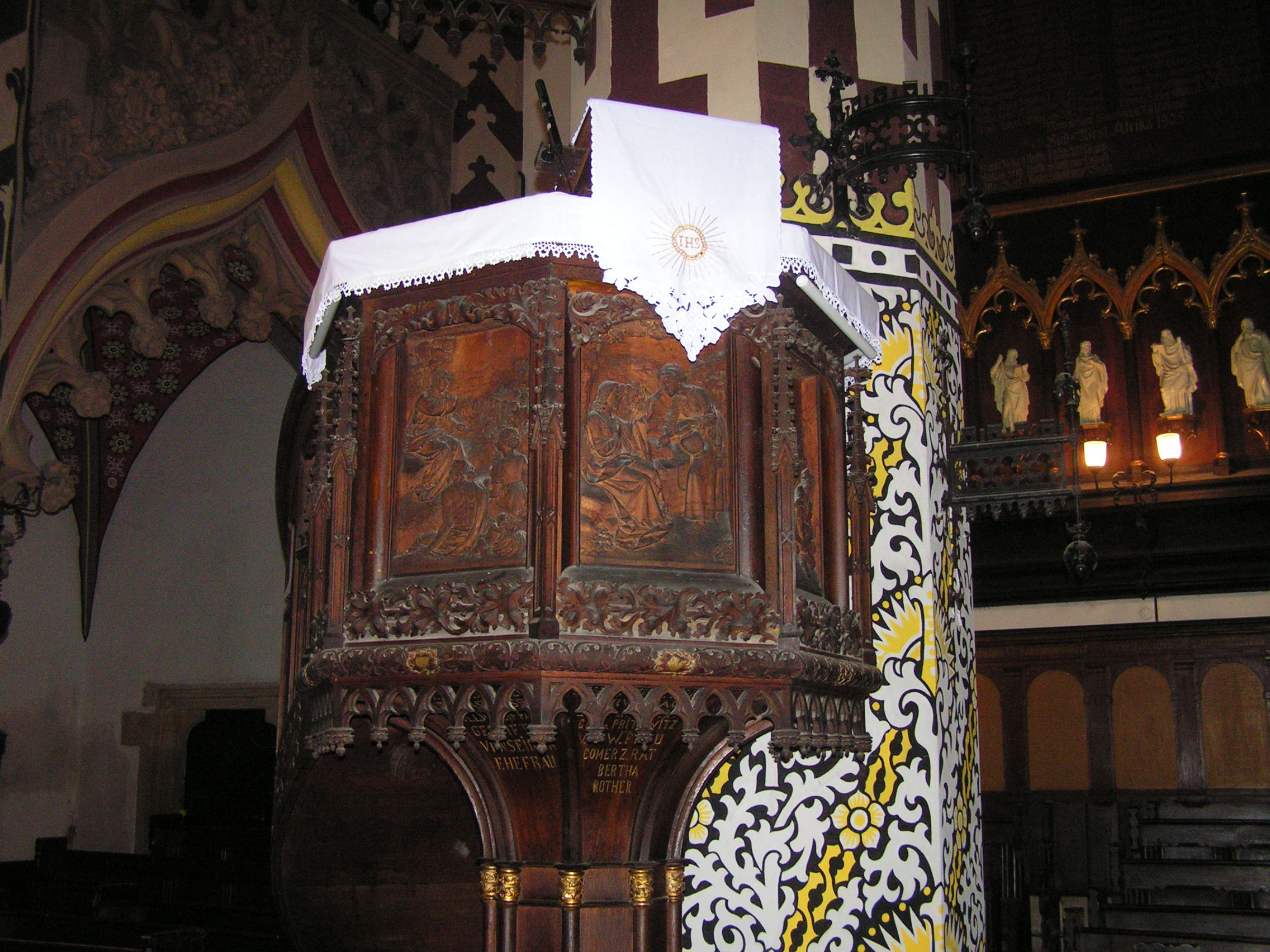
Płaskorzeźby na ambonie w kościele Mariackim w Legnicy

Drewniana ambona i baldachim pochodzi z XIX wieku i zostały wykonane w stylu neogotyckim na rzucie 8-bocznym. W rzeczywistości posiada pięć płaskorzeźbionych boków, cokół oraz kręte schody. Na każdym z pięciu boków kosza umieszczono w architektonicznej ramie reliefy ze scenami o treści zaczerpniętej z Nowego Testamentu z fragmentów Ewangelii: m.in. Jezus nauczający w łodzi, kazanie na górze, rozmowa Jezusa z Samarytanką i wypędzenie kupców ze świątyni. Reliefy zostały wykonane przez profesora Cirillo Dell’Antonio (1876-1971) w 1906 roku w Cieplicach.

### Ławki
Ławki wykonała w 1906 roku stolarnia Carla Lehnke z Legnicy według projektu Huberta Kratza, a czoła ich ozdobił płaskorzeźbami Carl Koschel z Wrocławia. Znajduje się tutaj 114 ławek z niepowtarzającymi się motywami figuralnymi i ornamentalnymi. Ławki zapewniają 1117 miejsc siedzących.

## Remont
W roku 2005 dokonano wymiany skorodowanych blach w korytkach dachowych. Prace te zostały sfinansowane ze środków własnych parafii oraz w dużej mierze ze środków otrzymanych z fundacji pastora Meißlera „Schlesienhilfe PWM”.
W roku 2006 w prezbiterium kościoła pomalowane zostały ściany. Środki na ten cel parafia otrzymała również z wyżej wymienionej fundacji, założonej przez pochodzącego z Legnicy duszpasterza.
W roku 2007 dokonano wymiany instalacji elektrycznej w prezbiterium kościoła.
W kolejnych latach przygotowywana była dokumentacja w postaci ekspertyzy oraz projektu technicznego posadowienia fasady zachodniej kościoła (wieże). Dzięki pomocy fundacji „Schlesienhilfe PWM” udało się ten projekt wykonać i przystąpić do jego realizacji.
W roku 2010 przystąpiono do pierwszego etapu prac, związanych ze wzmocnieniem konstrukcji kościoła w części zachodniej. Ze środków gminy Legnica (50 000,00) oraz Urzędu Marszałkowskiego Województwa Dolnośląskiego (25 000,00) dokonano wymiany pokrycia dachowego łącznika między wieżami kościoła, a także wymiany więźby i uszkodzonego stropu nad emporą organową.
Kolejnym niezbędnym etapem prac było zabezpieczenie konstrukcji kościoła przez ustawienie konstrukcji wsporczej klatek schodowych, zabezpieczenia zniszczonej lewej przypory oraz wzmocnienie fundamentów pod wieżami. Odbyło się to nowoczesną metodą palowania z maksymalnym ograniczeniem drgań. Sytuacja konstrukcyjna była wówczas na tyle poważna, że istniało realne zagrożenie katastrofy budowlanej. Na szczęście prace przebiegły pomyślnie i owo zagrożenie udało się zminimalizować. Środki na tę inwestycję zrealizowaną w 2011 roku parafia pozyskała z Ministerstwa Kultury i Dziedzictwa Narodowego (600 000,00) oraz z Fundacji Polska Miedź (100 000,00).

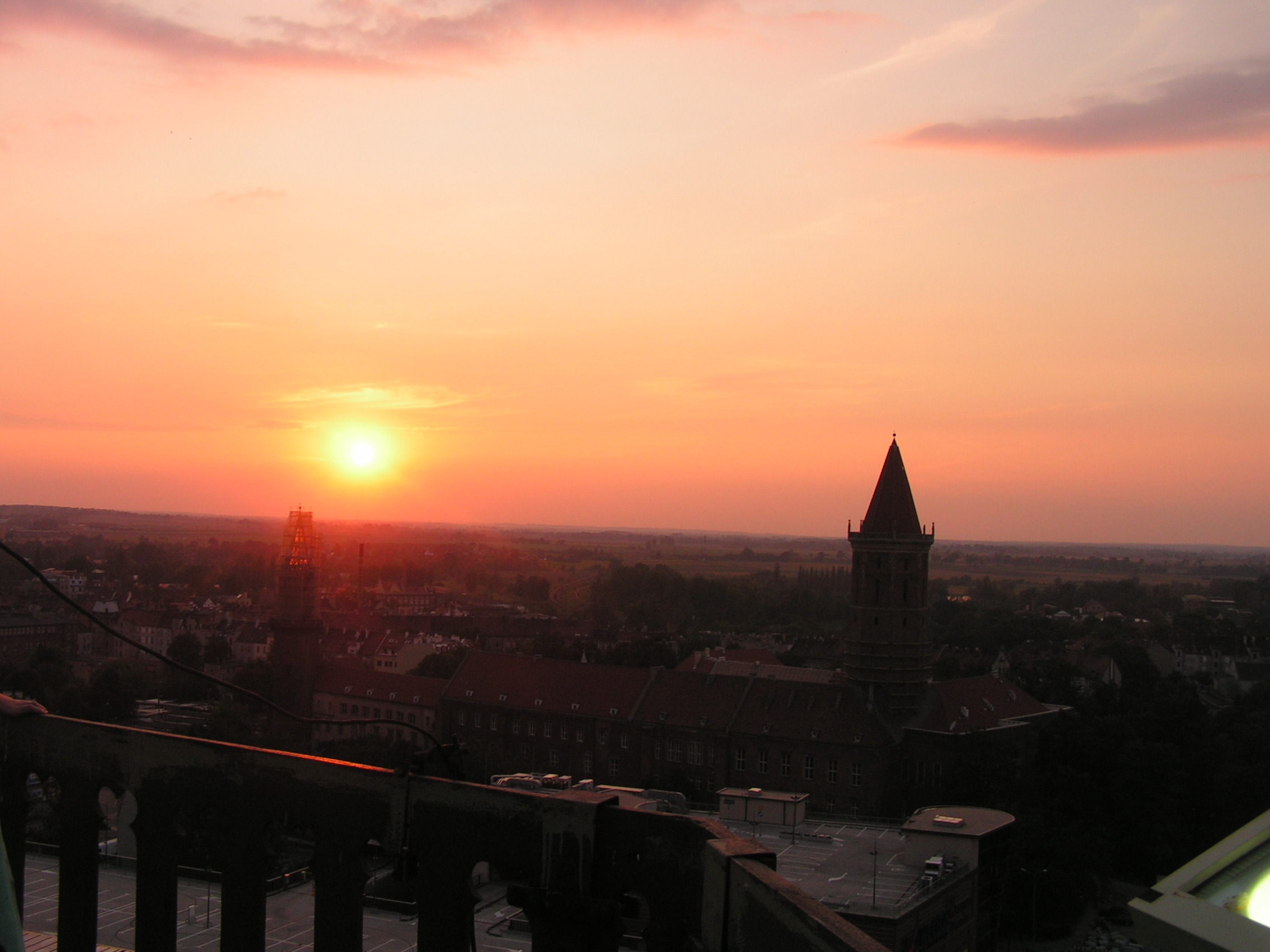
Zachód słońca. Widok z wieży widokowej kościoła Marii Panny

W roku 2012 wykonano drugi etap wzmocnienia fundamentów pod wieżami kościoła. Pierwszy w dużej mierze dotyczył części zewnętrznej murów, drugi przeprowadzony był wyłącznie wewnątrz kościoła. Prace zostały wykonane pomyślnie, dzięki czemu osiadanie wież zostało zatrzymane. W roku 2013 ukończono remont pokrycia dachowego nad kaplicą sukienników oraz wykonano prace konserwacyjne powstrzymującej działanie drewnojada i kornika, niszczących zabytkowe organy. Wiosną 2014 ukończono remont klatki schodowej wiodącej na południową wieżę oraz wykonano odpowiednie zabezpieczenia na balkonie widokowym. Dzięki temu wieża została udostępniona dla ruchu turystycznego. Od początku 2014 r. kontynuowane są prace nad remontem klatki schodowej wieży północnej. Na dalsze prace konserwatorskie czekają hełmy obu wież i zabytkowe ławy kościelne zaatakowane przez kornika i drewnojada. Dalszy przebieg konserwacji legnickiego kościoła uzależnione jest od możliwości finansowych parafii.